# ¡Tchau Radar!
¡Tchau Radar! é o nono álbum de estúdio da banda de rock gaúcha Engenheiros do Hawaii , lançado em 5 de maio de 1999. O disco marca a entrada da banda na gravadora Universal Music Group, um ano após a rescisão de contrato com a BMG e o lançamento do box Infinita Highway, com os dez álbuns que a banda lançou até então.

## Contexto
A formação com Gessinger, Granja, Dorfman e Fonseca já estava consolidada após a gravação de Humberto Gessinger Trio, e Minuano, em 1996 e 1997, respectivamente. O nome do disco foi inspirado após a banda ser multada em Curitiba por excesso de velocidade em um dos radares. As duas primeiras faixas do álbum possuem videoclipes.
Entre seus principais sucessos estão as canções Eu Que Não Amo Você e 3x4, canção de Humberto Gessinger dedicada a Adriane Sesti, sua esposa. Negro Amor trata-se de uma versão por Caetano Veloso e Péricles Cavalcanti de It's All Over Now, Baby Blue, de Bob Dylan, que já havia sido gravada por Gal Costa em 1977.

## Faixas
Todas faixas escritas por Humberto Gessinger, exceto onde anotado.
| N.º            | Título                                      | Compositor(es)                                         | Duração |  |
| 1.             | "Eu Que Não Amo Você"                       |                                                        | 4:26    |  |
| 2.             | "Negro Amor (It's All Over Now, Baby Blue)" | Bob Dylan; versão: Péricles Cavalcanti, Caetano Veloso | 4:39    |  |
| 3.             | "Concreto e Asfalto"                        |                                                        | 3:06    |  |
| 4.             | "Até Mais"                                  |                                                        | 4:57    |  |
| 5.             | "Nada Fácil"                                |                                                        | 3:39    |  |
| 6.             | "O Olho do Furação"                         |                                                        | 2:55    |  |
| 7.             | "Seguir Viagem"                             |                                                        | 4:27    |  |
| 8.             | "10.000 Destinos"                           | Humberto Gessinger, Lucio Dorfman                      | 3:49    |  |
| 9.             | "Na Real"                                   |                                                        | 2:56    |  |
| 10.            | "3x4"                                       |                                                        | 3:51    |  |
| 11.            | "Melhor Assim"                              |                                                        | 3:41    |  |
| 12.            | "Cruzada"                                   | Márcio Borges, Tavinho Moura                           | 4:04    |  |
| Duração total: | Duração total:                              | Duração total:                                         | 46:30   |  |

## Formação
- Humberto Gessinger - Voz, baixo, violão e gaita
- Luciano Granja - Guitarra de 6 e 12 cordas, violão
- Lucio Dorfman - Teclados, Piano Rhodes e Órgão Hammond
- Adal Fonseca - Bateria

## Recepção
Para a Folha de S.Paulo, o jornalista Thales de Menezes declarou que, com Tchau Radar, Gessinger amadurece, mas sem perder a chama do rock". Rodrigo Dionísio, da Folhateen, considerou o álbum bom para os fãs, mas afirmou que quem nunca gostou da banda não iria mudar de ideia com ¡Tchau Radar!.

### Legado
Em 2012, Gessinger compôs, em parceria com Esteban Tavares, a canção ¡Tchau Radar!, cujo título faz referência ao álbum. A canção foi incluída nos álbuns ¡Adios Esteban! e Insular, de 2012 e 2013, respectivamente. Em 2025, o álbum foi relançado em vinil duplo.